# Източна Африка
Източна Африка е регион на континента Африка. Намира се в неговата източната част.

## Географско положение
Източна Африка лежи на територията на Индийския океан. Тя обхваща районите на Етиопското и езерното плато. Етиопските планини достигат около 4500 m надморска височина, а планините на езерното плато се издигат до 5000 m. Такива са планините Килиманджаро, Кения и Рувенозори. В крайбрежните части на Кения и Сомалия има по-големи низински територии. Източна Африка се простира на юг до водопада на река Замбези и на запад до източния вододел на река Конго. Той има процъфтяваща фауна и флора, представена от гъсти гори – тропически гори, висока трева – савани и разнообразни тревопасни и месоядни животни.

## Население и стопанство
Населението на Източна Африка е предимно бяло и черно. Основните професии са в селското стопанство и животновъдството. Отглежда се кафе, памук, зърнени храни, захарна тръстика, банани, ананаси и други. В говедовъдството се отглеждат повечето овце, кози и говеда. Рудните находища включват мед, злато, олово, диаманти, волфрам, желязо и други. Най-развитите отрасли са хранително-вкусовата, дърводобивната, химическата, благородна и металната промишленост. Държавите от Източна Африка са все още слаборазвитите или развиващите се страни. По-развити страни са Танзания и Кения.

## Държави
| Държава                                | Столица                     | Най-голям град по население | Втори най-голям град по население |
| Африкански рог                         | Африкански рог              | Африкански рог              | Африкански рог                    |
| -------------------------------------- | --------------------------- | --------------------------- | --------------------------------- |
| Джибути                                | Джибути (529 000 д.)        | Джибути                     | Али Сабих                         |
| Еритрея                                | Асмара                      | Асмара                      | Керен                             |
| Етиопия                                | Адис Абеба                  | Адис Абеба (2 739 551 д.)   | Дире Дава                         |
| Сомалия                                | Могадишу                    | Могадишу                    | Харгейса                          |
| Долината на Нил                        |                             |                             |                                   |
| Судан                                  | Хартум                      | Омдурман                    | Хартум                            |
| Южен Судан                             | Джуба                       | Джуба                       | Малакал                           |
| Острови в Индийския океан              |                             |                             |                                   |
| Мадагаскар                             | Антананариву (1 015 140 д.) | Антананариву                | Туамасина (3 133 518 д.)          |
| Мавриций                               | Порт Луи                    | Порт Луи                    | Бо Бассен – Роз-Хилл              |
| Коморски острови                       | Морони                      | Морони                      | Муцамуду                          |
| Сейшелски острови                      | Виктория                    | Виктория                    | Ансе Етоиле                       |
| Френски южни и антарктически територии | Сен Пиер                    | Порт-о-Франс                | Сен Пиер                          |
| Реюнион                                | Сен Дьони                   | Сен Дьони                   | Сен Пол                           |
| Майот                                  | Мамудзу                     | Мамудзу                     | Дзаудзи                           |
| Източноафриканска общност              |                             |                             |                                   |
| Уганда                                 | Кампала (1 507 114 д.)      | Кампала                     | Гулу                              |
| Руанда                                 | Кигали                      | Кигали                      | Муханга                           |
| Бурунди                                | Гитега (22 989 д.)          | Бужумбура                   | Муйинга                           |
| Кения                                  | Найроби                     | Найроби                     | Момбаса (915 101 д.)              |
| Танзания                               | Додома                      | Дар ес-Салаам               | Муанза                            |
| Югоизточна Африка                      |                             |                             |                                   |
| Мозамбик                               | Мапуто                      | Мапуто                      | Нампула                           |
| Малави                                 | Лилонгве (868 800 д.)       | Лилонгве                    | Блантайър (783 296 д.)            |
| Замбия                                 | Лусака                      | Лусака                      | Китуе                             |
| Зимбабве                               | Хараре                      | Хараре                      | Булавейо                          |

## Езици
Английският и френският са широко разпространени в страните от региона. Най-използваният език е суахили. Етиопия има предимно местен амхарски език. В Югоизточна Африка португалският е много често срещан.